# Де-Нерровс 49
Де-Нерровс 49 (англ. The Narrows 49) — індіанська резервація в Канаді, у провінції Манітоба, у межах невключеної частини переписної області №19.

## Населення
За даними перепису 2016 року, індіанська резервація нараховувала 5 осіб, показавши скорочення на 99,4%, порівняно з 2011-м роком. Середня густина населення становила 0,2 осіб/км².

## Клімат
Середня річна температура становить 1,2°C, середня максимальна – 22°C, а середня мінімальна – -24,6°C. Середня річна кількість опадів – 505 мм.
| Клімат поселення                              | Клімат поселення | Клімат поселення | Клімат поселення | Клімат поселення | Клімат поселення | Клімат поселення | Клімат поселення | Клімат поселення | Клімат поселення | Клімат поселення | Клімат поселення | Клімат поселення | Клімат поселення |
| Показник                                      | Січ.             | Лют.             | Бер.             | Квіт.            | Трав.            | Черв.            | Лип.             | Серп.            | Вер.             | Жовт.            | Лист.            | Груд.            |                  |
| Середній максимум, °C                         | −13,71           | −10,25           | −3,03            | 6,84             | 14,93            | 21,04            | 21,99            | 21,10            | 15,18            | 8,30             | −1,74            | −11,72           |                  |
| Середня температура, °C                       | −19,18           | −15,7            | −8,5             | 1,38             | 9,48             | 15,56            | 18,37            | 17,48            | 11,56            | 4,68             | −5,36            | −15,35           |                  |
| Середній мінімум, °C                          | −24,64           | −21,18           | −13,96           | −4,09            | 4,00             | 10,09            | 14,75            | 13,85            | 7,94             | 1,06             | −8,98            | −18,97           |                  |
| Норма опадів, мм                              | 19               | 15               | 27               | 28               | 55               | 82               | 63               | 70               | 56               | 44               | 25               | 21               |                  |
| Середньомісячна швидкість вітру, м/с          | 3.80             | 3.80             | 3.90             | 4.10             | 4.10             | 3.90             | 3.60             | 3.70             | 4.10             | 4.40             | 4.30             | 4.00             |                  |
| Середньомісячна сонячна радіація, кДж/м²·день | 3829             | 7122             | 12495            | 17367            | 20282            | 21246            | 21394            | 17918            | 12039            | 7015             | 3819             | 2858             |                  |
| --------------------------------------------- | ---------------- | ---------------- | ---------------- | ---------------- | ---------------- | ---------------- | ---------------- | ---------------- | ---------------- | ---------------- | ---------------- | ---------------- | ---------------- |
| Джерело:                                      |                  |                  |                  |                  |                  |                  |                  |                  |                  |                  |                  |                  |                  |